# Johan Frederik van Brunswijk-Lüneburg
Johan Frederik van Brunswijk-Lüneburg (Herzberg, 25 april 1625 — Augsburg, 28 december 1679) was in 1665 enkele maanden hertog van Brunswijk-Lüneburg en van 1665 tot aan zijn dood hertog van Brunswijk-Calenberg. Hij behoorde tot het Nieuwere Huis Lüneburg.

## Levensloop
Johan Frederik was de derde zoon van hertog George van Brunswijk-Calenberg en diens echtgenote Anna Eleonora, dochter van landgraaf Lodewijk V van Hessen-Darmstadt. Hij ondernam talrijke opleidingsreizen door Frankrijk en Italië. In 1651 bekeerde hij zich in Assisi tot het katholicisme.
Na het overlijden van zijn broer Christiaan Lodewijk in 1665 deed Johan Frederik een poging om de regering in het hertogdom Brunswijk-Lüneburg over te nemen, hoewel die eigenlijk aan zijn oudere broer George Willem toekwam. Na een half jaar onderhandelen kwamen de broers overeen dat George Willem Brunswijk-Lüneburg kreeg, terwijl Johan Frederik Brunswijk-Calenberg kreeg toegewezen, inclusief het vorstendom Grubenhagen en het vorstendom Göttingen.
In 1666 maakte hij van het dorp Haringehusen zijn zomerresidentie, die voortaan Herrenhausen werd genoemd. Hij begon met een eerste eenvoudige slotbouw en liet een grote hoftuin aanleggen. Ook gaf hij het initiatief tot de aanleg van een dierentuin in Kirchrode. De Slotkerk van het Slot van Leine werd gewijd volgens de Romeinse ritus en Johan Frederik haalde kapucijnen naar Hannover. In 1674 voerde hij een ambtswet door, die tot in 1808 werd toegepast. In 1676 stelde hij de 30-jarige filosoof Gottfried Wilhelm Leibniz aan als hofhistoriograaf en hofbibliothecaris. Zijn kostbare regeringsstijl werd gefinancierd door Franse ondersteuningsgelden. 
In december 1679 stierf Johan Frederik op 54-jarige leeftijd in Augsburg, toen hij bezig was aan zijn vijfde reis naar Frankrijk en Italië. In 1680 werd hij na een pompeuze staatsbegrafenis bijgezet in het Slot van Leine. Zijn broer Ernst August erfde het hertogdom Brunswijk-Calenberg.

## Huwelijk en nakomelingen
Johan Frederik was op 30 november 1668 gehuwd met Benedicta Henriette (1652-1730), dochter van keurvorst Eduard van de Palts. Ze kregen vier dochters:
- Anna Sophia (1670-1672)
- Charlotte Felicitas (1671-1710), huwde in 1696 met Rinaldo III d'Este, hertog van Modena
- Henriette Maria (1672-1757)
- Amalia Wilhelmina (1673-1742), huwde in 1699 met keizer Jozef I van het Heilige Roomse Rijk

## Voorouders
| Voorouders van Johan Frederik van Brunswijk-Lüneburg | Voorouders van Johan Frederik van Brunswijk-Lüneburg                                             | Voorouders van Johan Frederik van Brunswijk-Lüneburg                                             | Voorouders van Johan Frederik van Brunswijk-Lüneburg                                             | Voorouders van Johan Frederik van Brunswijk-Lüneburg                                             | Voorouders van Johan Frederik van Brunswijk-Lüneburg                                             | Voorouders van Johan Frederik van Brunswijk-Lüneburg                                             | Voorouders van Johan Frederik van Brunswijk-Lüneburg                                             | Voorouders van Johan Frederik van Brunswijk-Lüneburg                                             |
| ---------------------------------------------------- | ------------------------------------------------------------------------------------------------ | ------------------------------------------------------------------------------------------------ | ------------------------------------------------------------------------------------------------ | ------------------------------------------------------------------------------------------------ | ------------------------------------------------------------------------------------------------ | ------------------------------------------------------------------------------------------------ | ------------------------------------------------------------------------------------------------ | ------------------------------------------------------------------------------------------------ |
| Overgrootouders                                      | Ernst I van Brunswijk-Lüneburg (1497-1546) ∞ 1561 Sophia van Mecklenburg-Schwerin (-1541)        | Ernst I van Brunswijk-Lüneburg (1497-1546) ∞ 1561 Sophia van Mecklenburg-Schwerin (-1541)        | Christiaan III van Denemarken (1503-1559) ∞ 1598 Dorothea van Saksen-Lauenburg (1511-1571)       | Christiaan III van Denemarken (1503-1559) ∞ 1598 Dorothea van Saksen-Lauenburg (1511-1571)       | George I van Hessen-Darmstadt (1547-1596) ∞ 1593 Magdalena van Lippe (1552-1587)                 | George I van Hessen-Darmstadt (1547-1596) ∞ 1593 Magdalena van Lippe (1552-1587)                 | Johan George van Brandenburg (1525-1598) ∞ 1589 Elisabeth van Anhalt (1563-1607)                 | Johan George van Brandenburg (1525-1598) ∞ 1589 Elisabeth van Anhalt (1563-1607)                 |
| Grootouders                                          | Willem V van Brunswijk-Lüneburg (1535-1592) ∞ 1561 Dorothea van Oldenburg (1546-1617)            | Willem V van Brunswijk-Lüneburg (1535-1592) ∞ 1561 Dorothea van Oldenburg (1546-1617)            | Willem V van Brunswijk-Lüneburg (1535-1592) ∞ 1561 Dorothea van Oldenburg (1546-1617)            | Willem V van Brunswijk-Lüneburg (1535-1592) ∞ 1561 Dorothea van Oldenburg (1546-1617)            | Lodewijk V van Hessen-Darmstadt (1577-1626) ∞ 1598 Magdalena van Brandenburg (1582-1616)         | Lodewijk V van Hessen-Darmstadt (1577-1626) ∞ 1598 Magdalena van Brandenburg (1582-1616)         | Lodewijk V van Hessen-Darmstadt (1577-1626) ∞ 1598 Magdalena van Brandenburg (1582-1616)         | Lodewijk V van Hessen-Darmstadt (1577-1626) ∞ 1598 Magdalena van Brandenburg (1582-1616)         |
| Ouders                                               | George van Brunswijk-Calenberg (1582-1641) ∞ 1625 Anna Eleonora van Hessen-Darmstadt (1601-1659) | George van Brunswijk-Calenberg (1582-1641) ∞ 1625 Anna Eleonora van Hessen-Darmstadt (1601-1659) | George van Brunswijk-Calenberg (1582-1641) ∞ 1625 Anna Eleonora van Hessen-Darmstadt (1601-1659) | George van Brunswijk-Calenberg (1582-1641) ∞ 1625 Anna Eleonora van Hessen-Darmstadt (1601-1659) | George van Brunswijk-Calenberg (1582-1641) ∞ 1625 Anna Eleonora van Hessen-Darmstadt (1601-1659) | George van Brunswijk-Calenberg (1582-1641) ∞ 1625 Anna Eleonora van Hessen-Darmstadt (1601-1659) | George van Brunswijk-Calenberg (1582-1641) ∞ 1625 Anna Eleonora van Hessen-Darmstadt (1601-1659) | George van Brunswijk-Calenberg (1582-1641) ∞ 1625 Anna Eleonora van Hessen-Darmstadt (1601-1659) |
| Johan Frederik van Brunswijk-Lüneburg (1625-1679)    |                                                                                                  |                                                                                                  |                                                                                                  |                                                                                                  |                                                                                                  |                                                                                                  |                                                                                                  |                                                                                                  |